# Katastrofa kolejowa w Harda
Katastrofa kolejowa w Harda – wypadek kolejowy, który miał miejsce 4 sierpnia 2015 roku w dystrykcie Harda w regionie Madhya Pradesh w Indiach.

## Wypadek
Do wypadku doszło o godzinie 23:30. Dwa pociągi w odstępie kilku minut wykoleiły się w pobliżu mostu na rzece Machak, prawdopodobnie z powodu wysokiego poziomu wody, wynikającego z obfitych opadów deszczu. Część wagonów wpadła do rzeki, przez co wiele pasażerów zostało uwięzionych w ich wnętrzu. W wypadku zginęło co najmniej 31 osób, a co najmniej 100 zostało rannych.

## Przyczyny
Komisja Bezpieczeństwa Kolejowego wszczęła śledztwo w sprawie wypadku. Jednocześnie minister Suresh Prabhu odpowiedzialny za kolej oświadczył, że przyczyną wypadku było podmycie torów przez wezbrane wody rzeki Machak.